# エドワード・R・マロー
エドワード・ロスコー・マロー（英語: Edward Roscoe Murrow, 1908年4月25日 – 1965年4月27日）は、アメリカ合衆国のジャーナリスト、アンカーマン。

## プロフィール

### ジャーナリスト志望
ノースカロライナ州ギルフォード郡に、クエーカー教徒の子として生まれる。ワシントン州立大学卒後ジャーナリストを目指して1935年に全米有数のラジオ局であるCBSに入社した。

### 従軍記者

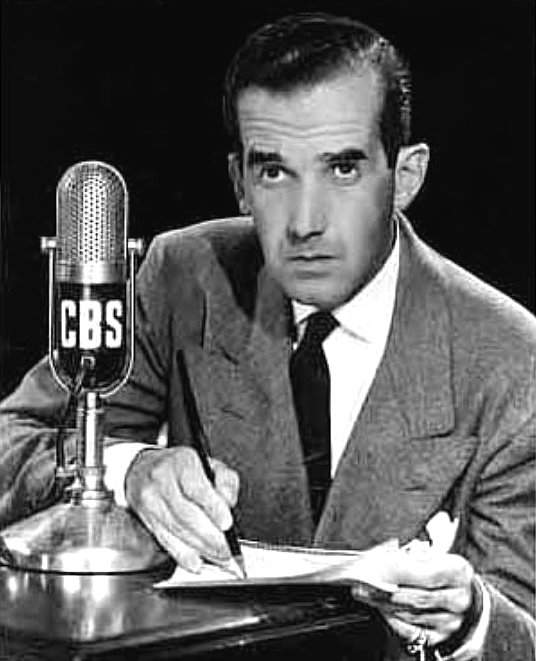
マイクを前にするマロー

CBSに入社後は当時唯一の放送メディアであったラジオのジャーナリストとして第二次世界大戦前後にかけて活躍し、特に1937年に赴任したロンドンを拠点にしたヨーロッパ戦線、特にバトル・オブ・ブリテンのラジオレポートは高い評価を受け、アメリカだけでなくヨーロッパにおいても高い知名度を得る。
ロンドン赴任当初は、毎回「This is London」の一言で始めていたが、それをアメリカで聞いていた大学時代の恩師であるアイダ・アンダーソンが、「"This"をゆっくり言いなさい」とマローにアドバイスした。それを期に「This…is London」という言い回しに変えたところ、多くの聴取者がこの独特の間に魅せられ、人気を博すこととなり、言い回しもマローのトレードマークとして広く知られるようになった。

### テレビジャーナリスト

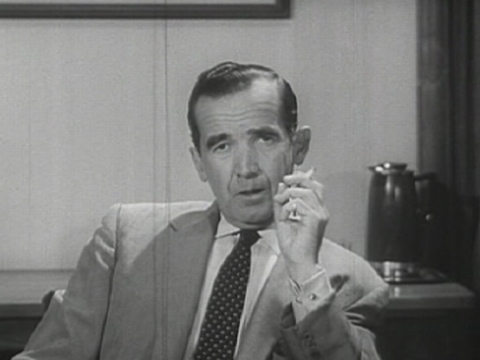
たばこを片手に語るマロー

大戦後の1946年に帰国し、その後はアメリカにおけるテレビジョンの黎明期にもCBSテレビ専属のジャーナリスト、アンカーマンとして活躍し、1947年11月にロンドンで行われた、イギリスのエリザベス王女とギリシャおよびデンマーク王子フィリッポスの結婚式の中継や、1951年に開始された、自らがホストを務めるテレビのドキュメンタリーシリーズ『See It Now』や、同じくホストを務めるインタビュー番組『Person to Person』などでその知名度を確かなものにした。
なお、『Person to Person』は、後に大統領となりマローをブレーンとして招くことになるジョン・F・ケネディ上院議員やピアニストのリベラーチェ、俳優のミッキー・ルーニー、女優のジュディ・ガーランド、元イギリス国王のウィンザー公エドワード・ウォリス夫妻など様々な分野で活躍するゲストを招き、アメリカ中のお茶の間で人気を博すとともに、マローの知名度を一般に広めることにも貢献した、しかしマローは、テレビの視聴者のレベルに合わせるべく、番組のバラエティ傾向が強くなりすぎたことに嫌気がさしていたと言われている。

### マッカーシズム批判

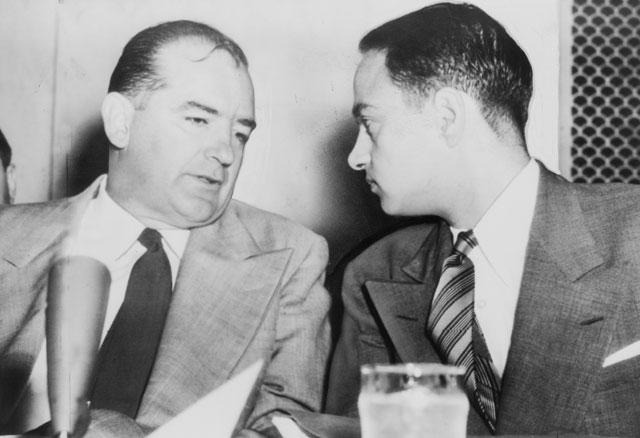
マッカーシー（左）とコーン

1950年代前半の冷戦期にアメリカでは、上院政府活動委員会常設調査小委員会のジョセフ・マッカーシー委員長と助手で弁護士のロイ・コーンなどの一味によって推進されていた反共主義運動、いわゆる「赤狩り旋風」（マッカーシズム）が巻き起こっていた。
マッカーシズムがアメリカをはじめとする西側諸国中を恐怖に陥れ、当時アメリカ中のあらゆるマスコミが、自分自身が赤狩りの標的になることを恐れてマッカーシーに対する批判を控えていた中で、マローは自らがホストを務める『See it Now』の番組内で、ミシガン州空軍予備役のマイロ・ラドゥロヴィッチ中尉が「父親と妹が共産主義者だという内部告発があった」というだけの理由で、ミシガン州空軍から除隊勧告を受けたことに対して異議を申し立てた。なお、当然のことながらマッカーシーは自分の方針に沿ったこのミシガン州空軍の決定に対し、強い支持を与えていた。
この放送に続いて、1954年3月9日に放映された『See it Now』の30分間の特別番組『A Report on Senator Joseph McCarthy（ジョセフ・マッカーシー上院議員についてのレポート）』の中で、「共産主義の脅威と戦い自由を守る」との言葉を盾にして、強引かつ違法な手法で個人攻撃を行うマッカーシーのやり方を鋭く批判した。なおこれらの一連のマローによる「赤狩り」及びマッカーシーへの批判は、アメリカの大手マスコミによる初めての「赤狩り」及びマッカーシーへの批判となった。

### マッカーシズムの終焉

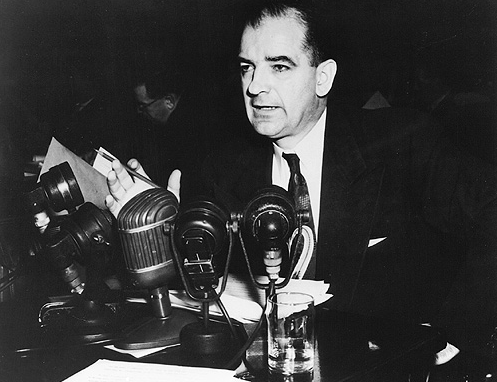
ジョゼフ・マッカーシー

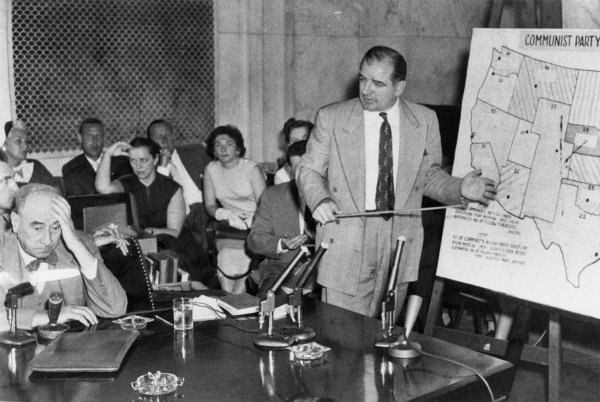
ウェルチ（左）とマッカーシー

その後、マローが「私の番組を30分やるから好きに話すといい」と言って用意された、マッカーシーのために用意された反論番組の中で、マローはマッカーシーから「過去に共産主義の宣伝に関わっていた」、「ソ連と関係の深いテロ組織のために働いていた」、「アメリカ共産党と関係に深い人物と親密な関係がある」などの、信憑性に欠ける虚偽の情報を元にした攻撃を受けたが、マローはその攻撃に対して一つ一つ事実を説明しながら冷静に反論した。
この反論番組は全くマローの好意という訳ではなく、放送通信を管掌する連邦通信委員会のフェアネス・ドクトリンが背景にある。即ち放送局は論争のある公共的な問題のカバレージへ妥当な割合の放送時間を割かなければならない。またそうした問題に関してある一方の見解を放送した場合、相対する見解のプレゼンテーションに対して妥当な機会を与えねばならない。これは法律によらないが守るべき決まり（ドクトリン）として1997年に廃止されるまで存在し、この決まりはアメリカだけでなく全世界的に放送界のコモンセンスとなった。
マッカーシーのこの根拠に欠ける攻撃とそれ対するマローのこの対応は、マッカーシーとその一味の根拠なきでっち上げを多く含み、さらに法と倫理を無視した攻撃手法に嫌気がさしていた（加えて当時マッカーシーはアルコール依存に陥っており、番組内でもその影響と疑われる不規則な言動を露呈した事も視聴者に不快感を与えた）多くの視聴者から支持を得、これをきっかけにそれまでマッカーシー一味に攻撃されることを恐れて抑えられていた、アメリカ国内の大手マスコミによるマッカーシー批判が広がった。
マッカーシーはその後も陸軍を追及する委員会において、コーンとともに「陸軍内の『共産主義シンパ』の浸透を許した」と軍の上層部を告発したが、陸軍側の弁護士を務めたジョセフ・ウェルチ（Joseph N. Welch）から、告発の内容の信憑性の低さを指摘された上に「もう充分だ。君には廉恥というものが残っているのか」と叱責され、マッカーシーもコーンもそれ以上理論的な反論ができなかった。全米に放送されたこのシーンは、その後のマッカーシーの没落を象徴するシーンとして多く流されることになる。
さらにその後、共和党のラルフ・フランダース上院議員が、1954年6月11日にマッカーシーに対する譴責決議案を発議し、アーサー・V・ワトキンス上院議員率いる委員会が組織され、マッカーシーに対する調査を開始した。
その後12月2日に、上院はマッカーシーに対し65対22で「上院に不名誉と不評判をもたらすよう行動した」として事実上の不信任を突きつけ、ここにマッカーシズムは終焉を迎えることになる。後にマローは「信念を持った勇気ある報道によって、行き過ぎた赤狩り旋風の終焉に重要な役割を果たした」として、アメリカのみならず多くの西側諸国でも賞賛されることになる。

### USIA

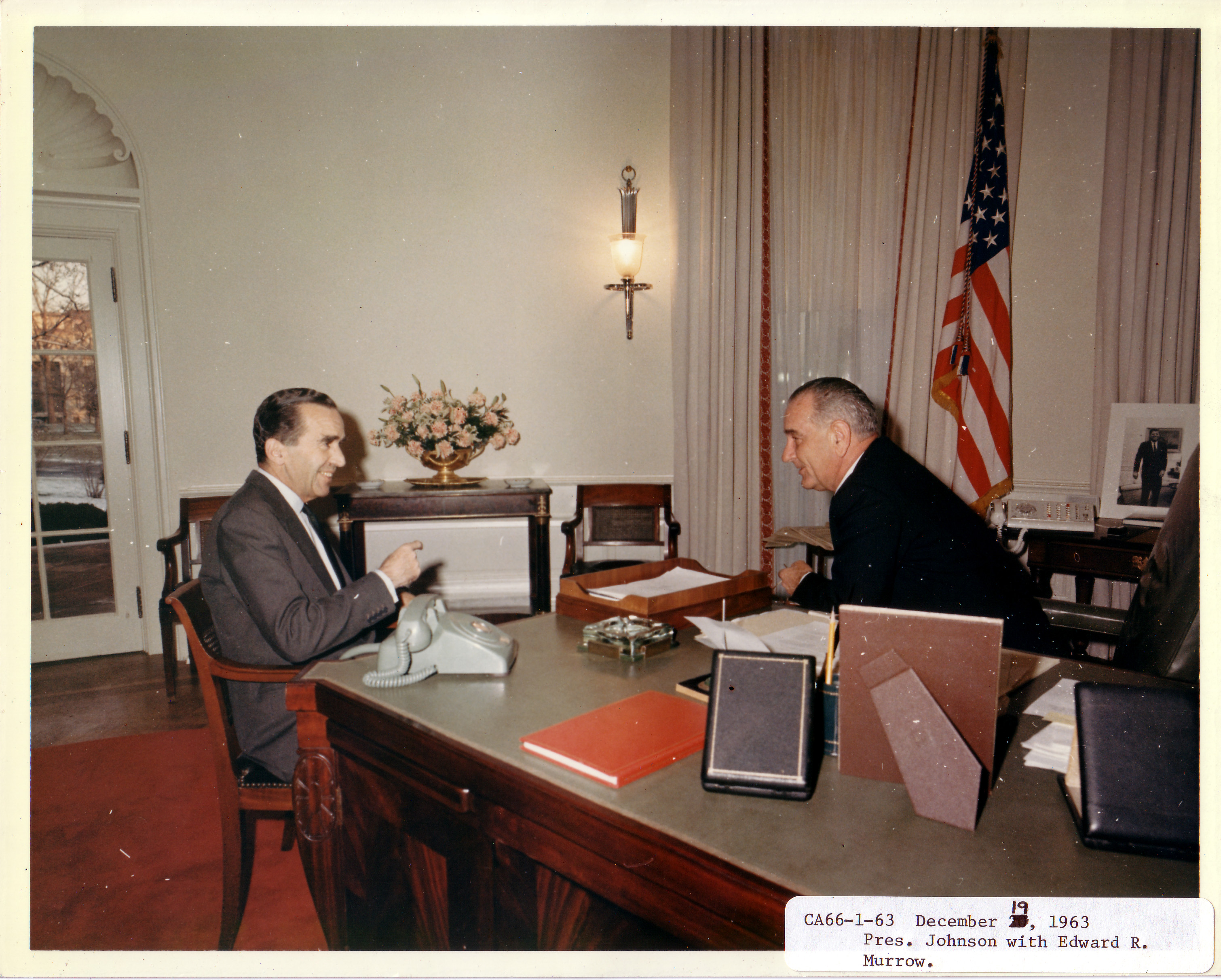
ジョンソン大統領とホワイトハウス内で談笑するマロー（1963年）

1958年に『See It Now』の放映が終了した後も、『Person to Person』や各種ドキュメンタリー番組、情報番組を中心に、CBSを代表する第一線のジャーナリスト及びアンカーマンとして活躍した。
しかし1961年には、同年2月に就任したジョン・F・ケネディ大統領に請われ、合衆国情報庁（United States Information Agency/USIA）の長官に就任するために、長年勤めたCBSを退社した。なおケネディは「赤狩り旋風」が吹き荒れた当時はマッカーシーを擁護する政治家のうちの1人であった。
合衆国情報庁長官就任後は、キューバ危機や南ベトナムへのアメリカ陸軍の将兵により構成された大規模な「軍事顧問団」の派遣など、ケネディ政権が直面した様々な局面でケネディに対してアドバイスを行った。

### 死去
1963年11月にケネディ大統領が暗殺されると、後継のジョンソン大統領に留任するよう依頼されたものの、体調がすぐれない事を理由に1964年の初めに同職を退任した。その1年後の1965年に肺癌のため死去した。

## 主な担当番組
- 1951年 - 1958年：See It Now（番組ホスト）
- 1953年 - 1959年：Person to Person（番組ホスト）
- 1958年 - 1960年：Small World（モデレーター兼プロデューサー）

## 叙勲
- 大統領自由勲章：アメリカ（1964年）
- ナイト爵：イギリス

## 映画

### 『グッドナイト&グッドラック』
2005年の『グッドナイト&グッドラック』は、マッカーシズムにマローが挑んだ戦いの過程を描いたジョージ・クルーニー監督作品。第78回アカデミー賞で作品・監督・主演男優・脚本・撮影・美術の6部門にノミネートされた。
ジョージ・W・ブッシュ大統領率いる共和党が勢いを持っていた公開当時のアメリカに流れる保守的な風潮の中で受賞はならなかったが、批評家などから高い評価を受けた。

### 『ビスマルク号を撃沈せよ!』
1960年の『ビスマルク号を撃沈せよ!』は第二次世界大戦中にドイツの戦艦ビスマルクを撃沈することに執念を燃やしたイギリス海軍の実話にもとづく映画だが、マローはこれに戦時特派員の本人役でカメオ出演している。　

### 『八十日間世界一周』
1956年の『八十日間世界一周』の冒頭で、原作の作家であるジュール・ベルヌと、初期の映画についての解説を行っている。

## テレビドラマ

### 『エド・マロー/テレビを変えた男』
『エド・マロー/テレビを変えた男』（Murrow）は1986年制作のアメリカの単発ドラマ。1991年にNHK総合で放映。